# Hal Harvey

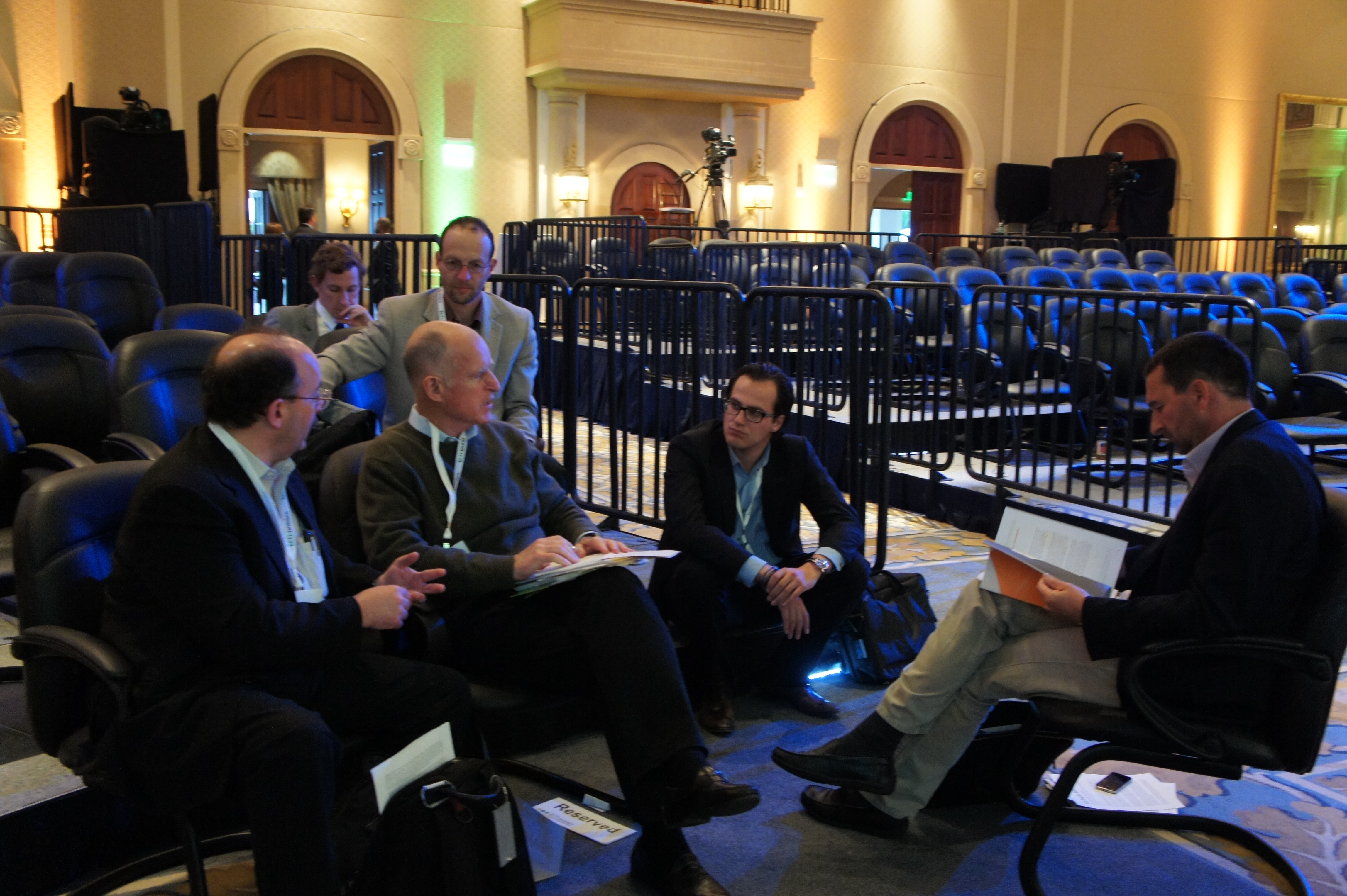
Hal Harvey (2012, rechts) mit Governor Jerry Brown

Hal Harvey (* 1961 in Aspen) ist ein US-amerikanischer Lobbyist und Aktivist im Bereich der Klima-, Umwelt- und Energiepolitik. Er hat in den USA, Asien und in Europa zahlreiche Stiftungen und Thinktanks gegründet. In Deutschland gründete er die Denkfabriken Agora Energiewende und Agora Verkehrswende sowie die Stiftung Klimaneutralität.

## Leben
Harvey ist der Enkel der Psychoanalytikerin Muriel Gardiner Buttinger, die aus einer reichen Familie von Chicagoer Fleischindustriellen stammte. Harvey wuchs mit fünf Geschwistern auf einer Farm in Aspen auf, wo seine Eltern als Farmer und Skilehrer arbeiteten. 1980 wurde ihm klar, dass viele weltweite Konflikte mit der Ölversorgung zu tun hatten und deshalb eine Unabhängigkeit von Öl und anderen fossilen Brennstoffen angestrebt werden müsste. Er studierte in Stanford Elektrotechnik, Physik und Politologie.
Nach dem Studium war Harvey für verschiedene Nichtregierungsorganisationen (NGOs) tätig. Dabei lernte er die Rockefeller Foundation und den The Pew Charitable Trusts kennen. Beide Institutionen wollten in den späten 1980er Jahren gemeinsam eine neue Stiftung gründen. Dafür wurde Harvey angestellt, der die Energy Foundation aufbaute, die das Ziel hatte, den Energieverbrauch in den USA zu senken. 1999 gründete Harvey eine Zweigniederlassung der Energy Foundation in China. 2002 lernte Harvey Paul Brest kennen, der die milliardenschwere William and Flora Hewlett Foundation leitete. Dieser machte Harvey zum Leiter des Umweltprogramms dieser Stiftung. 2008 gründete Harvey die ClimateWorks Foundation, die mit 500 Millionen Dollar von der Hewlett-Stiftung finanziert wird, um den Klimaschutz zu fördern. Im gleichen Jahr unterstützte Harvey die Gründung der European Climate Foundation. Harvey ist außerdem Vorsitzender der von seiner Großmutter gegründeten New-Land Foundation.
2012 wurde Harvey in Deutschland aktiv und gründete zunächst die Denkfabrik Agora Energiewende und einige Jahre später die Agora Verkehrswende. 2020 folgte die Gründung der Stiftung Klimaneutralität, im Folgejahr wurde Harvey Präsident der neu gegründeten und weltweit aktiven Climate Imperative Foundation. Die Zeit bezeichnete Harvey 2022 als den „mächtigsten Grünen der Welt“. Harvey schuf demnach wesentliche Voraussetzungen dafür, dass der Dieselskandal aufgeklärt werden konnte. Seine Aktivitäten wurden in Deutschland 2023 im Zuge der „Trauzeugenaffäre“ um den von Wirtschaftsminister Robert Habeck berufenen Staatssekretär Patrick Graichen (ehemals Agora Energiewende) kontrovers diskutiert.

## Publikationen (Auswahl)
- mit Justin Gillis: The Big Fix: Seven Practical Steps to Save Our Planet. Simon and Schuster. 2022.
- mit Michael Shuman: Security Without War: A Post-cold War Foreign Policy. Routledge 2020.  ISBN 978-0-367-30244-3
- mit Robbie Orvis, Jeffrey Rissman: Designing Climate Solutions: A Policy Guide for Low-Carbon Energy. Island Press. 2018.
- mit Paul Brest: MONEY WELL SPENT 2/E: A Strategic Plan for Smart Philanthropy.   STANFORD BUSINESS BOOKS. 2018.  ISBN 978-1-5036-0261-8

## Auszeichnungen
- 2016: Heinz Award (Environment category)
- 2018: Climate and Clean Air Awards Honouree
- 2018: UN Clean Air and Climate Change Award
- 2019: California Air Resources Board’s Haagen-Smit Clean Air Award[9]